# Loon Lake
Loon Lake – jednostka osadnicza w Stanach Zjednoczonych, w stanie Waszyngton, w hrabstwie Stevens.